# Unity, Sydsudan

Delstatens läge i Sydsudan.

Unity (arabiska: الوحدة, al-Wahdah) är en av Sydsudans 10 delstater. Befolkningen uppgick till 585 801 invånare vid folkräkningen 2008 på en yta av 37 837 kvadratkilometer. Den administrativa huvudorten är Bentiu. 

## Administrativ indelning
Delstaten är indelad i nio län (county):
- Abiemnhom
- Guit
- Koch
- Leer
- Mayendit
- Mayom
- Pariang
- Panyiar
- Rubkona